# Radpolo

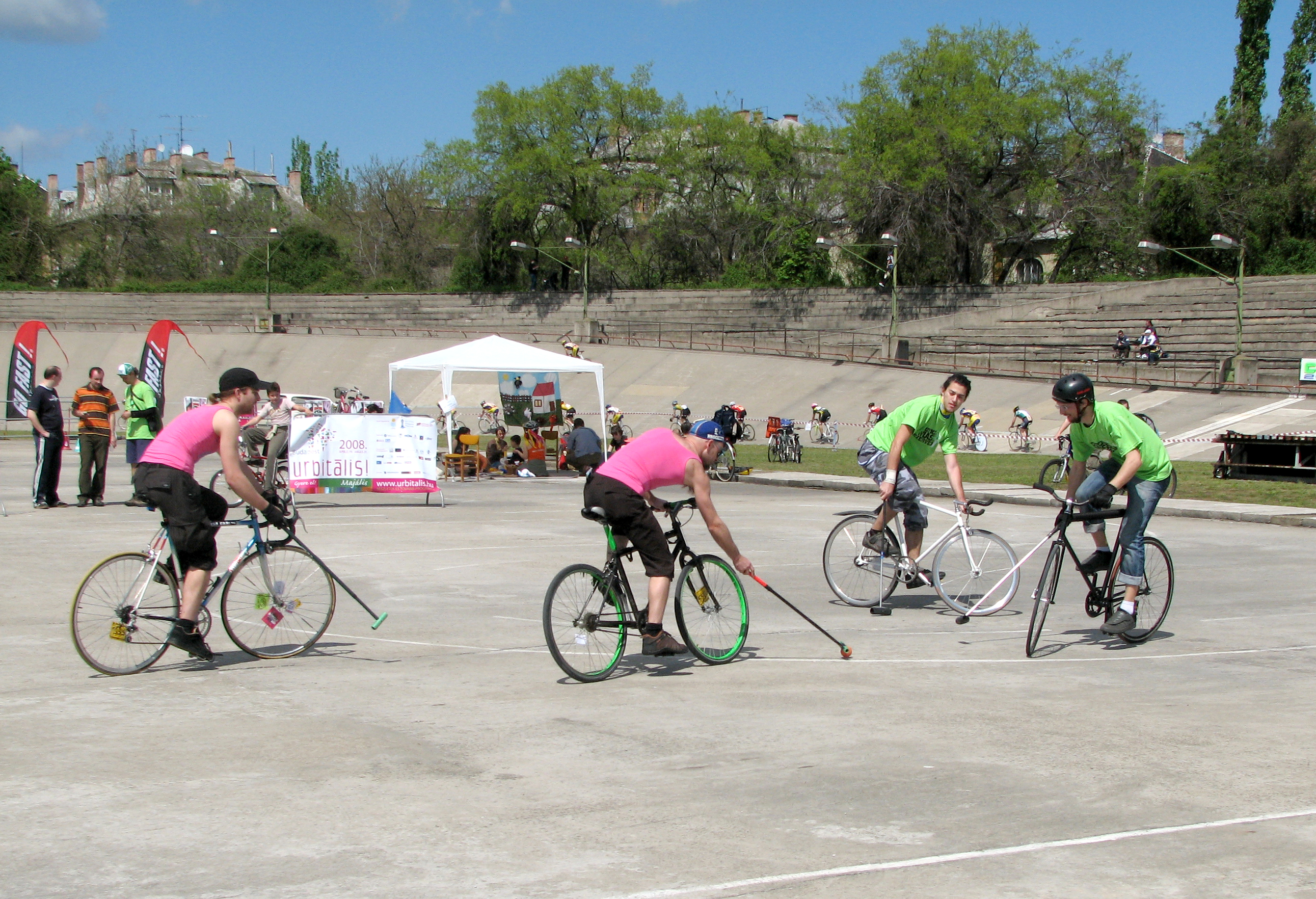
Fahrradpolo in Budapest

Radpolo ist eine Radsportart, die Elemente von Radball und dem von Reitern auf Pferden gespielten Polo kombiniert. Die Teams von je mindestens zwei Radfahrern versuchen, den Ball mit einem Schläger an einem langen Stiel ins gegnerische Tor zu treiben.

## Geschichte

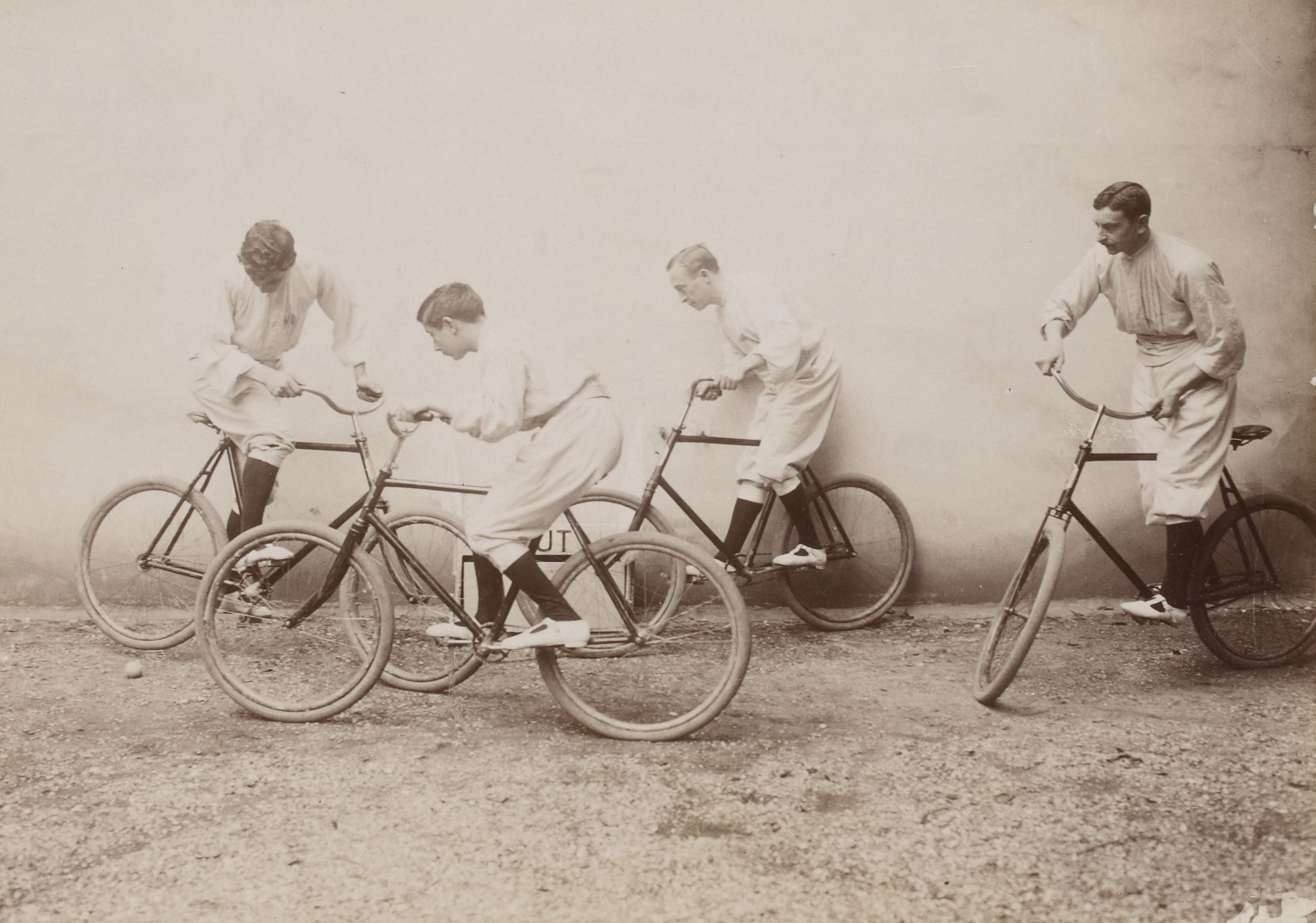
Radpolo 1898 noch ohne Schläger

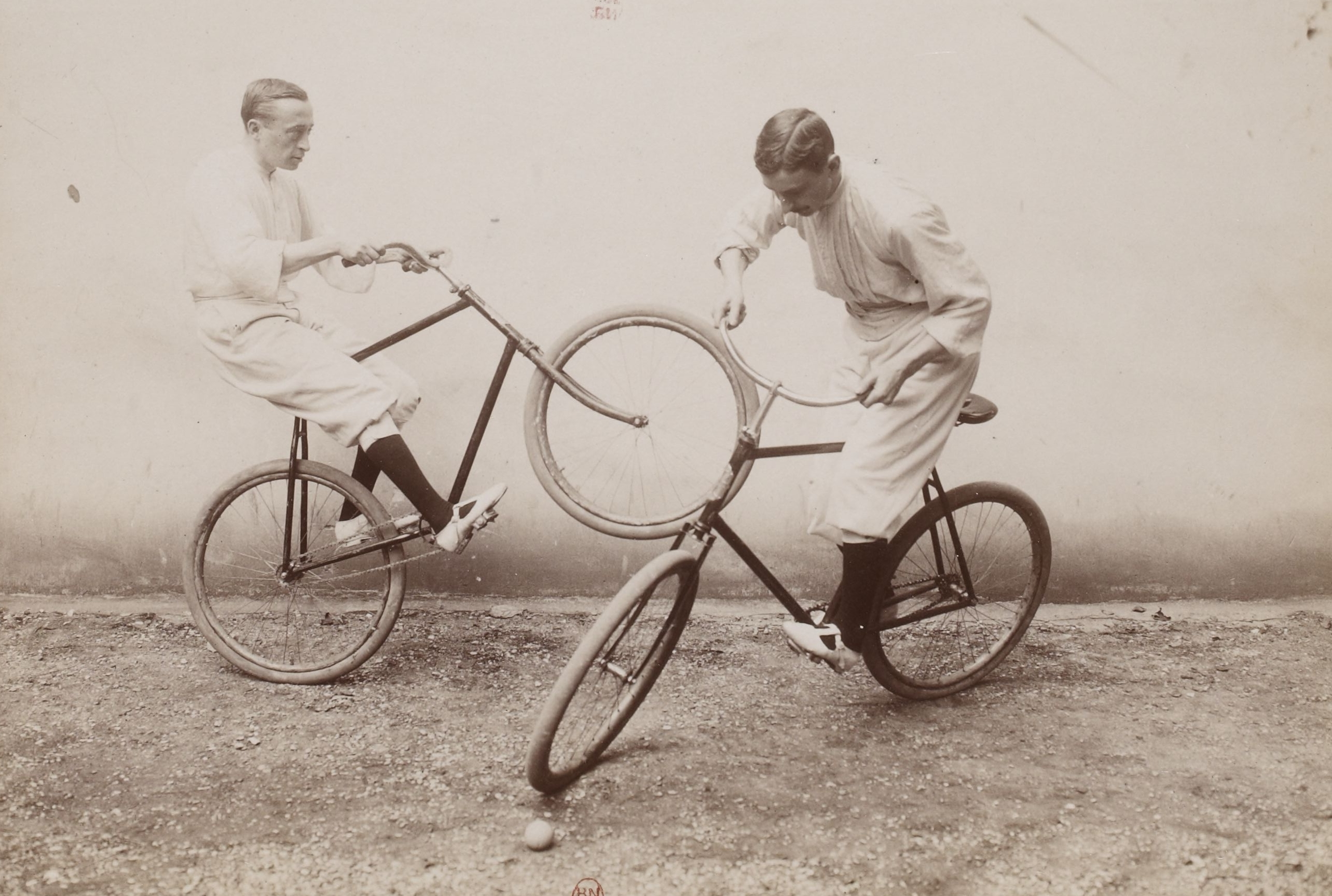
Radpolo 1898, ähnlich Radball, aber mit Polo Ball

Radpolo wurde 1891 im County Wicklow in Irland vom ehemaligen Radsportler und Journalisten Richard J. Mercredy erfunden. Bei den Olympischen Spielen 1908 fand ein Demonstrationsspiel im Radpolo statt, bei dem Irland das deutsche Team mit 3:1 besiegte. Für die Olympischen Spiele 1916 in Berlin, die wegen des Ersten Weltkriegs nicht stattfanden, war ein Radpolo-Turnier vorgesehen. Lange Zeit wurde Radpolo fast ausschließlich von Frauen in Sporthallen gespielt, seit einigen Jahren erfreut sich Radpolo aber vor allem unter Fahrradkurieren wachsender Beliebtheit. Hochburgen dieses Sports sind u. a. New York, London, Karlsruhe und München. 2er-Radpolo wurde 2001 vom Internationalen Radsport-Verband offiziell anerkannt und unterliegt dem UCI Reglement für 2er Radball, was in Deutschland durch das Reglement Zweier - Radpolo des Bundes Deutscher Radfahrer umgesetzt wird. Radpolo ist, im Gegensatz zum Radball oder Kunstradfahren, noch kein Teil der Hallenradsport-Weltmeisterschaften. Eine erste Ausrichtung ist für 2027 geplant.

## 2er-Radpolo
Gespielt wird – wie Radball – in Hallen oder Sälen auf einem 11 Meter × 14 Meter großen Hartboden-Feld, das von einer schrägen Bande eingegrenzt wird, auf ein 2 Meter × 2 Meter großes Tor. Es spielen zwei Teams, die jeweils aus zwei Spielern bestehen, die auf einem Spezialrad sitzen. Mit diesem kann man auch rückwärts fahren. Während des Spiels darf man weder mit dem Fuß noch mit einem anderen Körperteil den Boden berühren. Tut man das doch, muss man zuerst seine eigene Torauslinie überfahren, bevor man wieder spielberechtigt ist. Beide Spieler dürfen sowohl als Feldspieler, als auch als Torhüter tätig sein. Der Poloschläger, mit dem der Poloball gespielt wird, besteht aus dem Stock und dem Stockhammer. Die Länge darf einen Meter nicht überschreiten. Die Oberfläche des kugelförmigen 9,5 bis 10,5 Zentimeter großen Poloballs muss aus Stoff gefertigt sein und ein Gewicht von 175 bis 240 Gramm haben.
Wie alle Sportarten ist auch Radpolo je nach Alter und Qualifikation in verschiedene Altersklassen und Ligen eingeteilt. Die 1. Bundesliga in Deutschland ist die höchste Aktivenklasse (ab 18 Jahren). Zwölf Mannschaften befinden sich in dieser Klasse, die in vier Gruppen aufgeteilt sind. Eine zweite Bundesliga sowie Landes- und Verbandsligen komplettieren die Wettbewerbe im Radpolo.
Seit 2012 ist auch Männern das Polospiel gestattet. Der Spielbetrieb in der Bundesliga oder beim Deutschlandpokal bleibt dennoch reinen Frauenteams vorbehalten. Reine Männerteams oder gemischte Teams treten bei einem eigens geschaffenen Bundespokal gegeneinander an. Der erste Titelträger war 2012 der RSV Kostheim mit Lisa Berg und Oliver Brück.

## Andere Varianten
Neben dem 2er-Radpolo gibt es weitere Varianten mit größeren Mannschaften. Die Regeln sind teilweise unterschiedlich und werden hier nur allgemein dargestellt.
Die Spieler dürfen während des Spieles den Boden nicht berühren; tun sie es doch, müssen sie sich an den Rand des Spielfeldes auf Höhe der Mittellinie begeben und dort eine Hupe betätigen oder an einem bestimmten Gegenstand abschlagen. Der Schläger besteht aus einem langen Stab, an dessen Ende ein etwa dem Spielballdurchmesser entsprechendes Rohr angebracht ist. Die genaue Form des Schlägers ist aber nicht festgelegt. Die Tore sind in etwa so breit wie ein Fahrrad lang ist. Tore dürfen oft nur mit der schmalen runden Seite des Schlägers geschossen werden. Erfolgt ein Tor, muss sich die Mannschaft, die das Tor erzielt hat, in ihre Spielfeldhälfte zurückziehen, erst dann dürfen die Spieler weiterspielen. Gewonnen hat die Mannschaft, die als erste fünf Tore erzielt oder nach Ablauf der vorher vereinbarten Zeit (5–30 Minuten) die meisten Tore erzielt hat.